# Consbruch (Adelsgeschlecht)

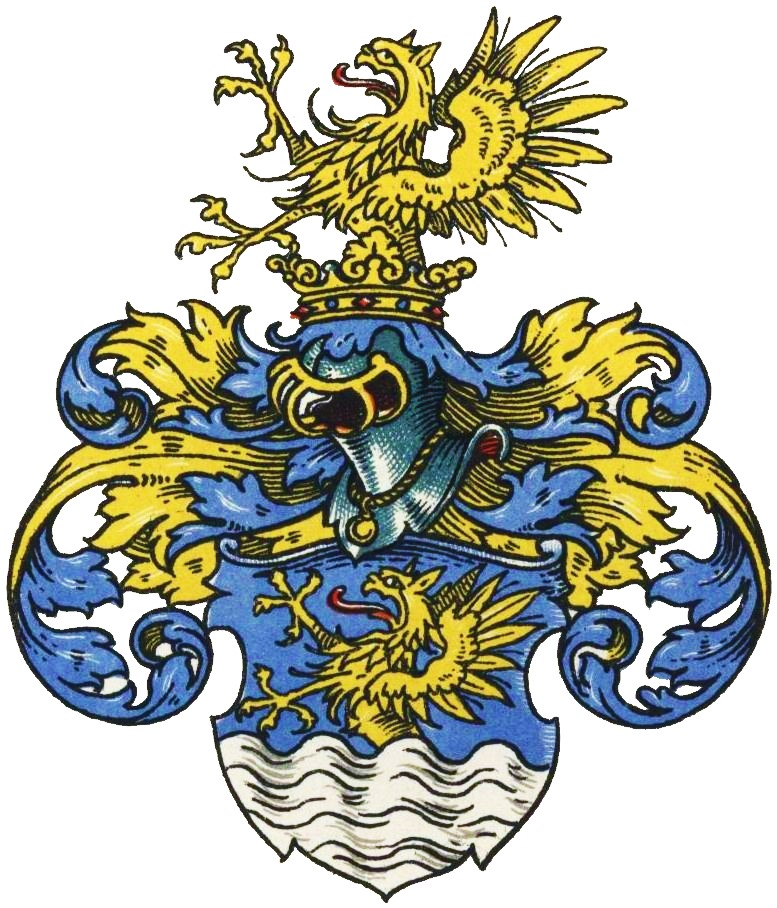
Wappen derer von Consbruch im Wappenbuch des Westfälischen Adels

Consbruch ist der Name eines westfälischen Briefadelsgeschlechts.

## Geschichte
Die Stammreihe des Geschlechts beginnt mit dem Herzoglich jülichschen Offizialis Everhardus Consbruch, dem späteren Vogt von Brockhagen, der 1443 von Herzog Gerhard das Gut Röttingen in der Grafschaft Ravensberg erhielt und nach seinem Gut Consbruch den Namen führte.
Die Familie ist bis heute auf Haus Hiddenhausen, auch „Gut Consbruch“ genannt, bei Bünde ansässig. Sie stellte mehrfach den Amtmann von Enger. In Holsen waren die Herren Consbruch früher wohnhaft, dort als Rentmeister des Amtes Limberg tätig und dadurch auch (vorübergehend seit 1658) im Besitz des Gutes Holserdiek.
Zwei Linien der Familie erhielten den preußischen Adelsstand. Eine erste Linie bildete Carl Ernst Leopold Otto Consbruch, Premierleutnant und Adjutant im 7. Westfälischen Infanterie-Regiment Nr. 56, der am 8. März 1862 in den Adelsstand erhoben wurde. Diese Linie erlosch mit seinem Tod am 3. Juli 1866 in der Schlacht bei Königgrätz. Eine zweite Adelslinie entstand mit Franz Friedrich Wolf Oskar Consbruch auf Hiddenhausen, der am 8. Mai 1885 geadelt wurde. Dessen Nachkommen sitzen noch heute auf Hiddenhausen.

## Persönlichkeiten
- Georg von Consbruch (* 1936), Brigadegeneral a. D., in der Hohmann-Affäre 2003 Mitunterzeichner einer Anzeige zu Gunsten von Martin Hohmann[5]
- Hans-Joachim von Berenberg-Consbruch (* 1940), deutscher Bankier und Mäzen in Hamburg

## Wappen
Blasonierung: In Blau aus silbernen Wellen wachsender goldener Greif. Derselbe auf dem gekrönten Helm. Die Helmdecken sind blau-golden.